# 吉澤穂波
吉澤　穂波（よしざわ　ほなみ、1980年1月24日 - ）は埼玉県出身の日本の柔道家。63kg級の選手。身長163cm。組み手は左組み。得意技は内股。

## 経歴
柔道は9歳の時に男衾柔道クラブで始めた。寄居中学から常磐高校へ進むと、2年の時には全国高校選手権の63kg級決勝で湊川女子高校2年の前田桂子に豪快な内股で投げられて2位にとどまった。
埼玉大学へ進むと、1年の時には正力杯で決勝まで進むも、大学の3年先輩となる山田真由美に敗れて2位だった。4年の時には正力杯で優勝を飾った。また、優勝大会では同級生である70kg級の古賀幸恵などとともに活躍して優勝を飾った。全国女子体重別と福岡国際でも3位に入った。
2002年には埼玉大学の大学院へ進んだ。2003年の講道館杯では決勝でコマツの谷本歩実に敗れて2位だった。福岡国際では3位だった。
2004年にはセコムの所属となると、選抜体重別の準決勝でアテネオリンピックの有力候補だった三井住友海上の上野順恵をGSに入ってから有効で破るも、決勝で谷本に一本背負投で敗れた。実業個人選手権では決勝で上野に敗れた。なお、この大会では2005年と2007年の決勝でも上野に敗れて2位だった。2005年の福岡国際では準決勝で上野を技ありで破ると、決勝ではアトランタオリンピック金メダリストであるキューバのドリュリス・ゴンサレスに不戦勝で勝利して、今大会史上初の全階級制覇を果たした日本選手団の一員として名を連ねることになった。2007年の講道館杯では3位だった。
なお、サンボの全日本選手権では2001年に64kg級、2003年に65kg級でそれぞれ優勝している。

## 主な戦績
- 1997年 -　全国高校選手権　2位
- 1997年 -　ドイツジュニア国際　2位
- 1998年 -　正力杯　2位
- 2001年 -　松前カップ　63kg級　優勝　無差別　3位
- 2001年 -　優勝大会 3人制　優勝
- 2001年 -　正力杯　優勝
- 2001年 -　全国女子体重別　3位
- 2001年 - 福岡国際　3位
- 2003年 - ドイツオープン　3位
- 2003年 -　講道館杯　2位
- 2003年 - 福岡国際　3位
- 2004年 -　選抜体重別　2位
- 2004年 -　実業個人選手権　2位
- 2005年 -　実業個人選手権　2位
- 2005年 - 福岡国際　優勝
- 2006年 -　実業個人選手権　3位
- 2007年 -　実業個人選手権　2位
- 2007年 -　講道館杯　3位

(出典、JudoInside.com)